# Verrugomyia orbitalis
Verrugomyia orbitalis là một loài ruồi trong họ Tachinidae.